# Hervé Jubert
 (juin 2019).
Si vous disposez d'ouvrages ou d'articles de référence ou si vous connaissez des sites web de qualité traitant du thème abordé ici, merci de compléter l'article en donnant les références utiles à sa vérifiabilité et en les liant à la section « Notes et références ».
Pour les articles homonymes, voir Jubert.
Œuvres principales
- Série Beauregard

Hervé Jubert, né le 5 mars 1970 à Reims, est un écrivain français.

## Biographie
Son bac littéraire en poche, il reçoit une formation en Lettres Modernes à Reims puis en histoire de l'Art (École du Louvre et Paris IV jusqu'au DEA).
Il travaille pour le Collège de France et l'École pratique des hautes études. En 2000, il quitte Paris pour le Sud-Ouest de la France et se consacre à l'écriture de romans de genre.
Il écrit une série fantastique aux éditions du Masque, Les Aventures de Georges Beauregard, qui se situent dans le Paris fantastique du Second empire. Il a récemment repris cette série avec Magies secrètes, publié aux Éditions Le Pré aux clercs en novembre 2012.
Après quatre romans d'anticipation et d'aventures publiés chez J'ai Lu, il passe à la vitesse supérieure en signant deux trilogies et un roman aux éditions Albin Michel.
La première trilogie, mélange de thriller, d'imaginaire et de fantastique, a pour titre générique Morgenstern. Elle est axée autour de la sorcière détective Roberta Morgenstern. Elle a été traduite en anglais, en espagnol, en russe et en chinois.
La deuxième trilogie, Blanche rapporte les enquêtes de Blanche, jeune parisienne qui, dans le premier tome, est prise au piège du siège prussien qui bloqua Paris durant l'hiver 1870-1871. Chaque tome a été l'occasion pour l'auteur d'explorer un Paris criminel et mystérieux, celui de la cour des miracles dans le tome 2 et de l'Opéra dans le tome 3, entre autres.
Parallèlement à ces polars historiques, l'auteur met à la disposition du public les notes inédites d'Adolphe Gronfier, commissaire de la fin du XIXe siècle, qu'il a déniché dans une brocante et qui lui ont inspiré l'univers de Blanche. Il les publie avec l'aide de Bruno Fuligni aux éditions Horay en 2011 sous le titre Le Dictionnaire de la racaille.
Son dernier roman publié chez Albin-Michel s'intitule Le Palais des mirages. L'exposition universelle de 1900 sert de toile de fond fantastique à une histoire dans la lignée du steampunk à la Tim Powers, ou du Terry Gilliam de Bandits, bandits. Les nains y sont effectivement très présents.
Durant la période 2005-2012, d'autres productions ont vu le jour :
Un roman policier aux éditions Mango, La Face cachée du poisson-lune, se déroulant sur l'île de Monte-Cristo, dans la baie de Tampa, durant les années folles.
Deux biographies romancées pour L'École des loisirs : Alexandre le Grand et Robert-Louis Stevenson.
Trois nouvelle pour Je Bouquine, la dernière en date (juin 2012) plongeant dans l'univers de Sherlock Holmes.
Une série de cinq romans illustrés par Marc Moreno narrant les aventures de la Catch-a-team, héros masqués dans la tradition des luchadors, catcheurs d'Amérique centrale. Cette série est publiée par Flammarion.
Débute, fin 2012, avec les éditions Gründ, la publication d'un roman-feuilleton futuriste dans la lignée de Fantômas. Le premier tome, La Règle de Seth, sort en octobre 2012, et le deuxième, Le Don des larmes, en 2013.
En 2011, Hervé Jubert commence à travailler avec les éditions Rageot. Cette collaboration se concrétise par une trilogie, publiée courant 2012 : les aventures de Vagabonde, thriller en forme de road-movie, et M.O.N.S.T.R.E., thriller fantastique en sept volumes que l'éditeur abandonne après le cinquième tome. Hervé Jubert décide de publier l'intégrale à son compte. Elle est disponible sur son site.

## Œuvres

### SérieLes Aventures de Pierre Pèlerin
1. Sinedeis, J'ai lu, 1999
2. In media res, J'ai lu, 2000
3. Erat fatum, J'ai lu, 2002

### SérieMorgenstern
1. Le Quadrille des assassins, Albin Michel, 2002
2. Un tango du diable, Albin Michel, 2003
3. Sabbat Samba, Albin Michel, 2004

- La Trilogie Morgenstern, Editions Bragelonne, sortie le 14/02/2018

### SérieBlanche
1. Blanche ou la Triple Contrainte de l'enfer, Albin Michel, 2005Prix de la foire du livre de Brive 2006
2. Blanche et l'Œil du grand khan, Albin Michel, 2006
3. Blanche et le Vampire de Paris, Albin Michel, 2007

### SérieCatch-a-team
1. Le monde est notre ring, Baam !, 2010
2. Le Maître des masques, Baam !, 2010
3. Les Avaleurs de brouillard, Baam !, 2010
4. Les Gladiateurs de l'enfer, Baam !, 2010
5. La Prise de l'aigle, Baam !, 2010

### SérieVagabonde
1. Les Voleurs de têtes, Rageot, 2012
2. Le Gang du serpent, Rageot, 2012
3. Les Mauvais Joueurs, Rageot, 2012

### SérieSeth
1. La Règle de Seth, Gründ, 2012
2. Le Don des larmes, Gründ, 2013

### SérieBeauregard
1. Magies secrètes, Le Pré aux clercs, 2012Grand prix de l'Imaginaire 2013
2. Le Tournoi des ombres, Le Pré aux clercs, 2013
3. La Nuit des égrégores, Gallimard, 2016

### SérieM.O.N.S.T.R.E.
1. Cœur de harpie, Rageot, 2014
2. Larmes de sirène, Rageot, 2014
3. Rêve de hyène, Rageot, 2014
4. Rire de satyre, Rageot, 2015
5. Souffle de centaure, Rageot, 2015

- M.O.N.S.T.R.E. - Intégrale, 2016Intégrale disponible sur le site de l'auteur et réunissant les cinq tomes parus chez Rageot ainsi que les deux derniers tomes jamais parus

### Ouvrages indépendants
- Le Roi sans visage, Le Masque, 1998
- La Fête électrique, Le Masque, 1999
- Le Virus de décembre, Le Masque, 1999
- Deep Fighter, J'ai lu, 2000
- Alexandre le Grand, L'École des loisirs, 2006
- Le Palais des mirages, Albin Michel, 2009
- La Face cachée du poisson-lune, Éditions Mango, 2010
- Stevenson, l'aventure !, L'École des loisirs, 2010